# 金炯辰
金 炯辰（キム・ヒョンジン）は、大韓民国の外交官。

## 経歴
韓国外交部に入省後、北アメリカ第1課長や北アメリカ局長を経歴を持つためアメリカ通と目されている。その後、外交部次官補を務めていた、2016年には東京で開催された第11回日中韓高級事務レベル協議に出席、日本の秋葉剛男外務審議官、中国の劉振民外交部副部長と日中韓協力の推進、将来の方向性などに関する協議を行った。
次官退任後は、駐ベルギー大使、ソウル市国際関係大使を務めた。2021年1月20日、外交ラインの入れ替えによる人事で国家安全保障室第二次長に内定した。